# Serraninae
Sous-famille
Les Serraninae sont une sous-famille de poissons de la famille des Serranidae.

## Liste des genres
Selon World Register of Marine Species (15 février 2017) :
- genre Bullisichthys Rivas, 1971
- genre Centropristis Cuvier, 1829
- genre Chelidoperca Boulenger, 1895
- genre Cratinus Steindachner, 1878
- genre Diplectrum Holbrook, 1855
- genre Dules Cuvier, 1829
- genre Hypoplectrus Gill, 1861
- genre Paralabrax Girard, 1856
- genre Parasphyraenops Bean, 1912
- genre Schultzea Woods, 1958
- genre Serraniculus Ginsburg, 1952
- genre Serranus Cuvier, 1816
- genre Zalanthias Jordan & Richardson, 1910

## Galerie

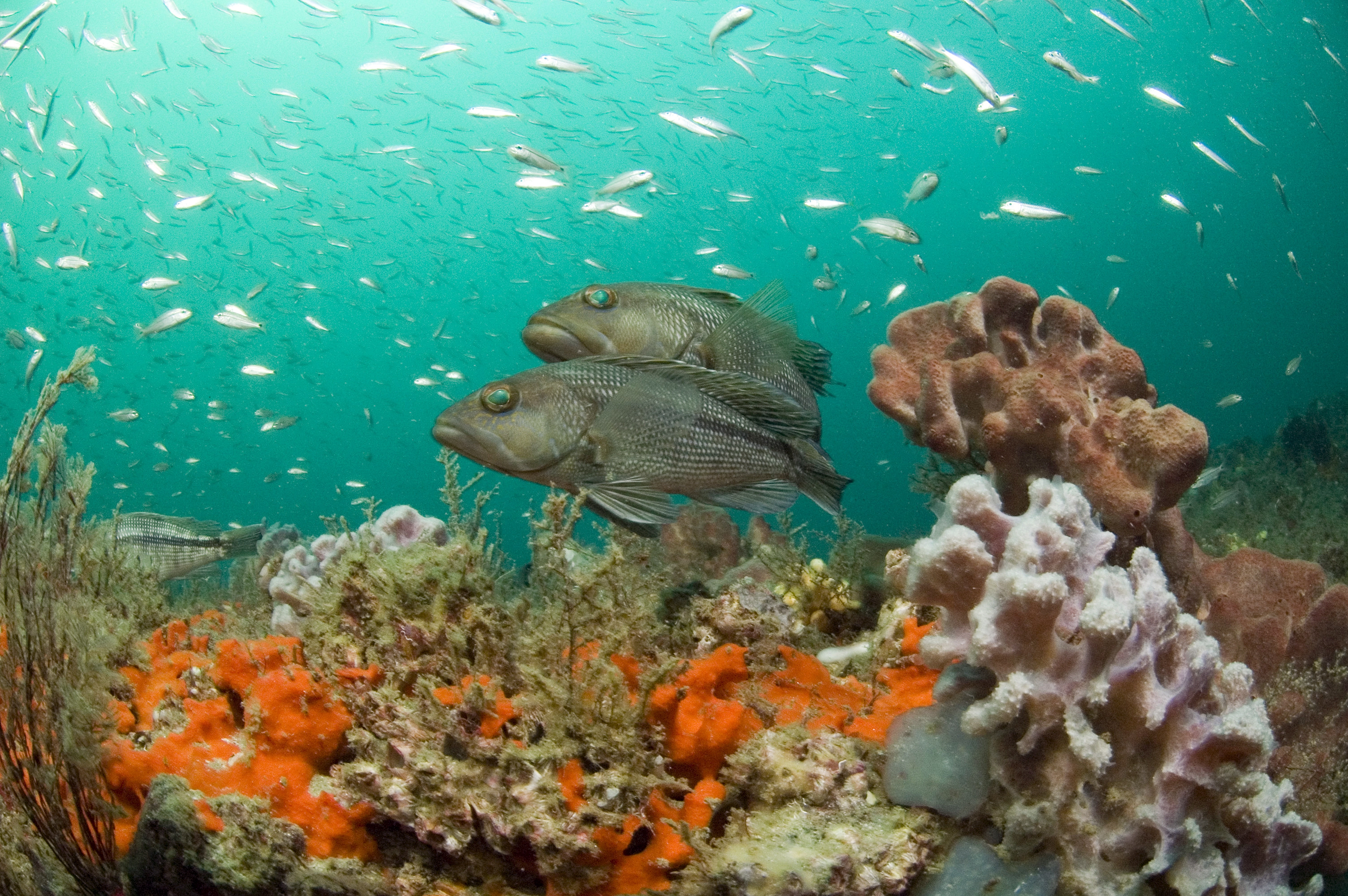
Centropristis striata.
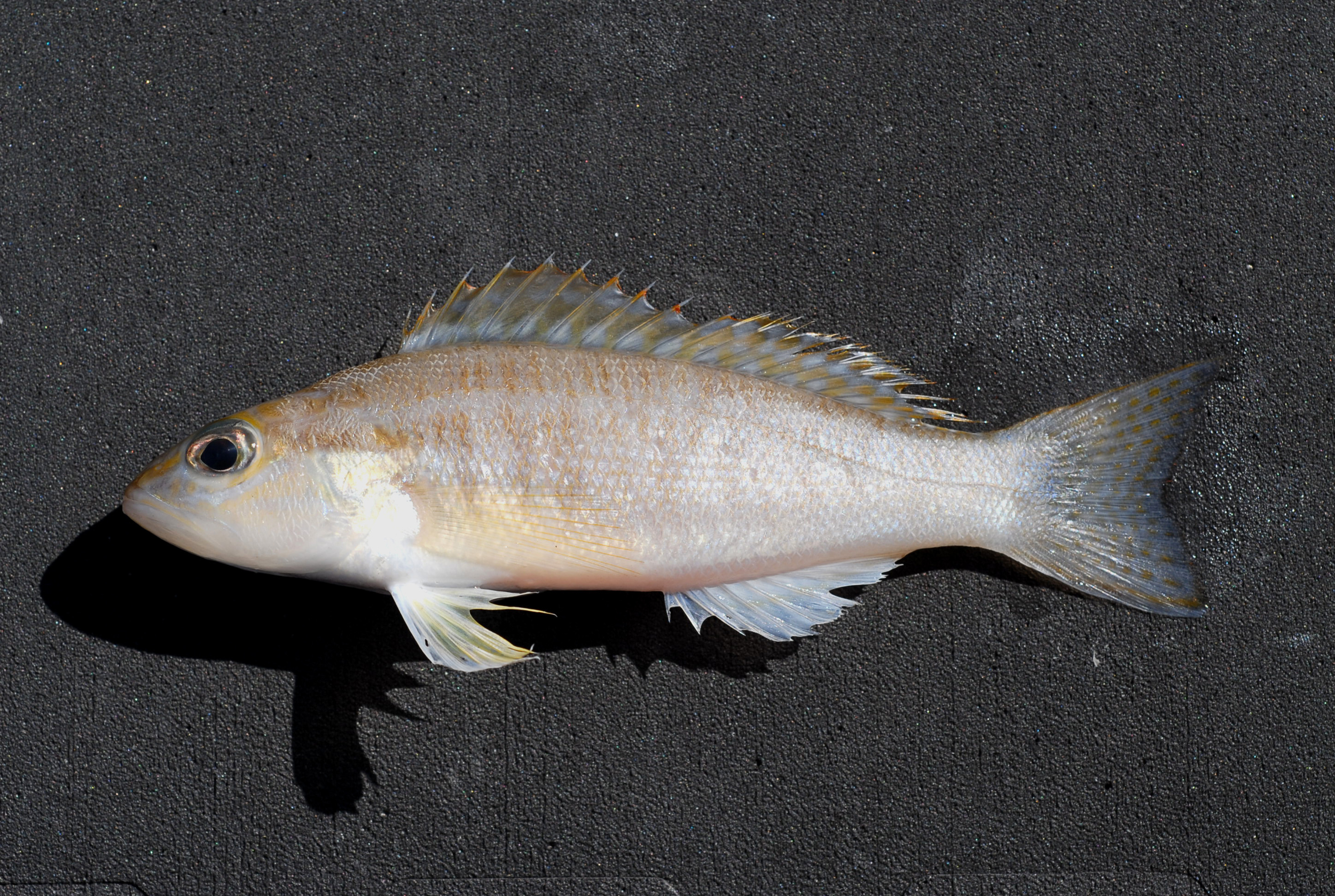
Diplectrum bivittatum.
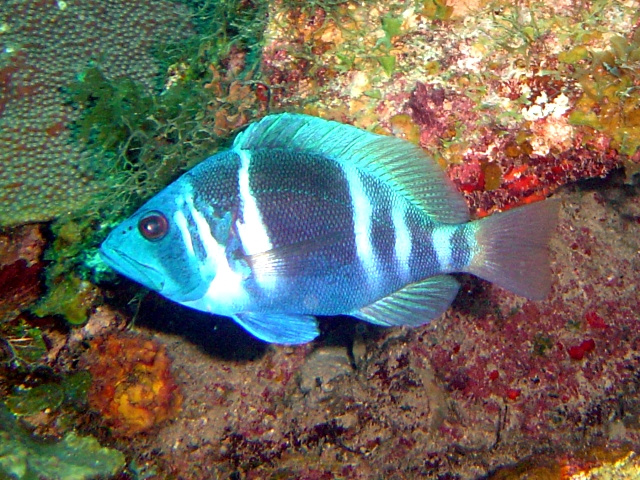
Hypoplectrus indigo.
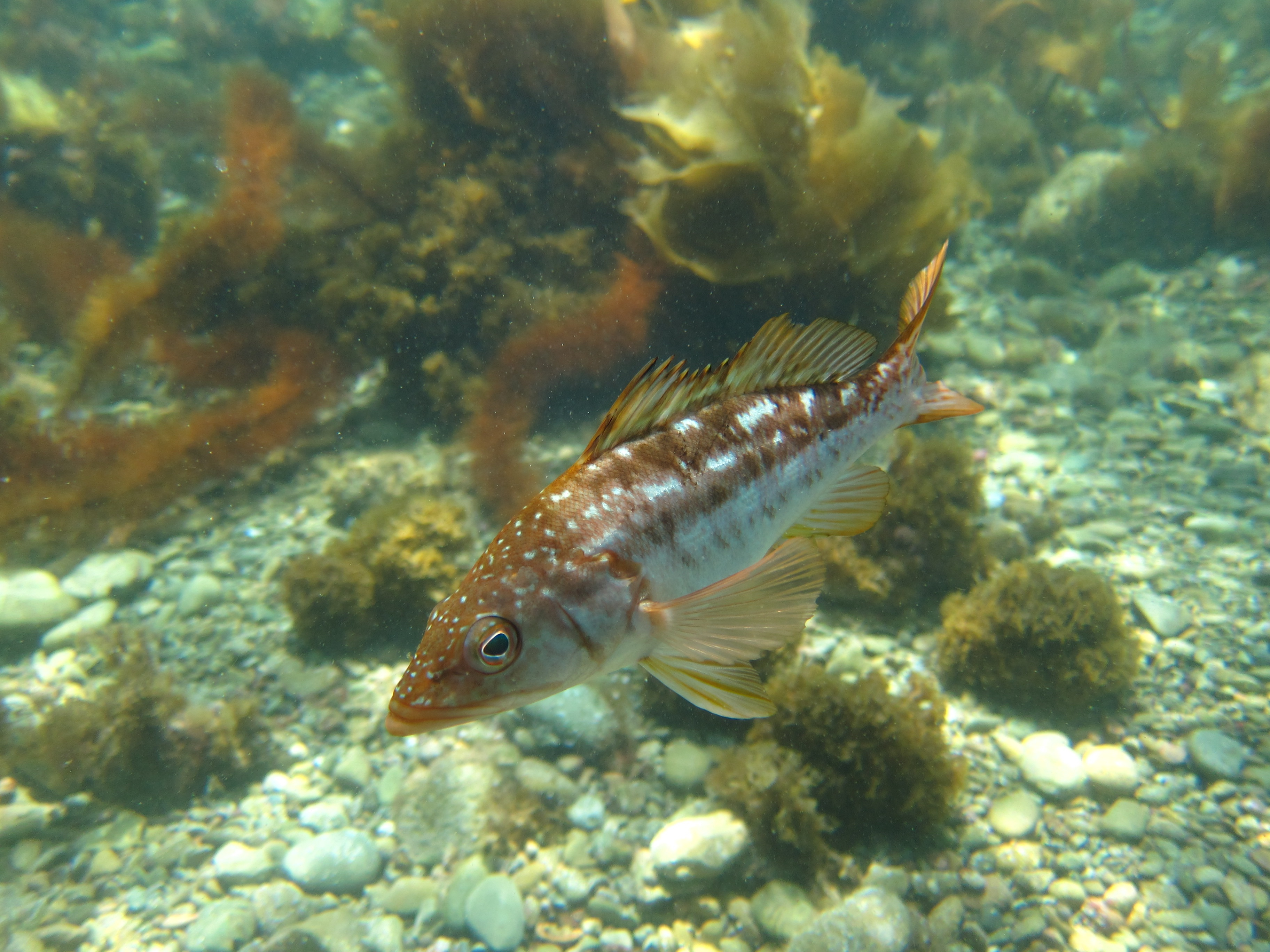
Paralabrax clathratus.
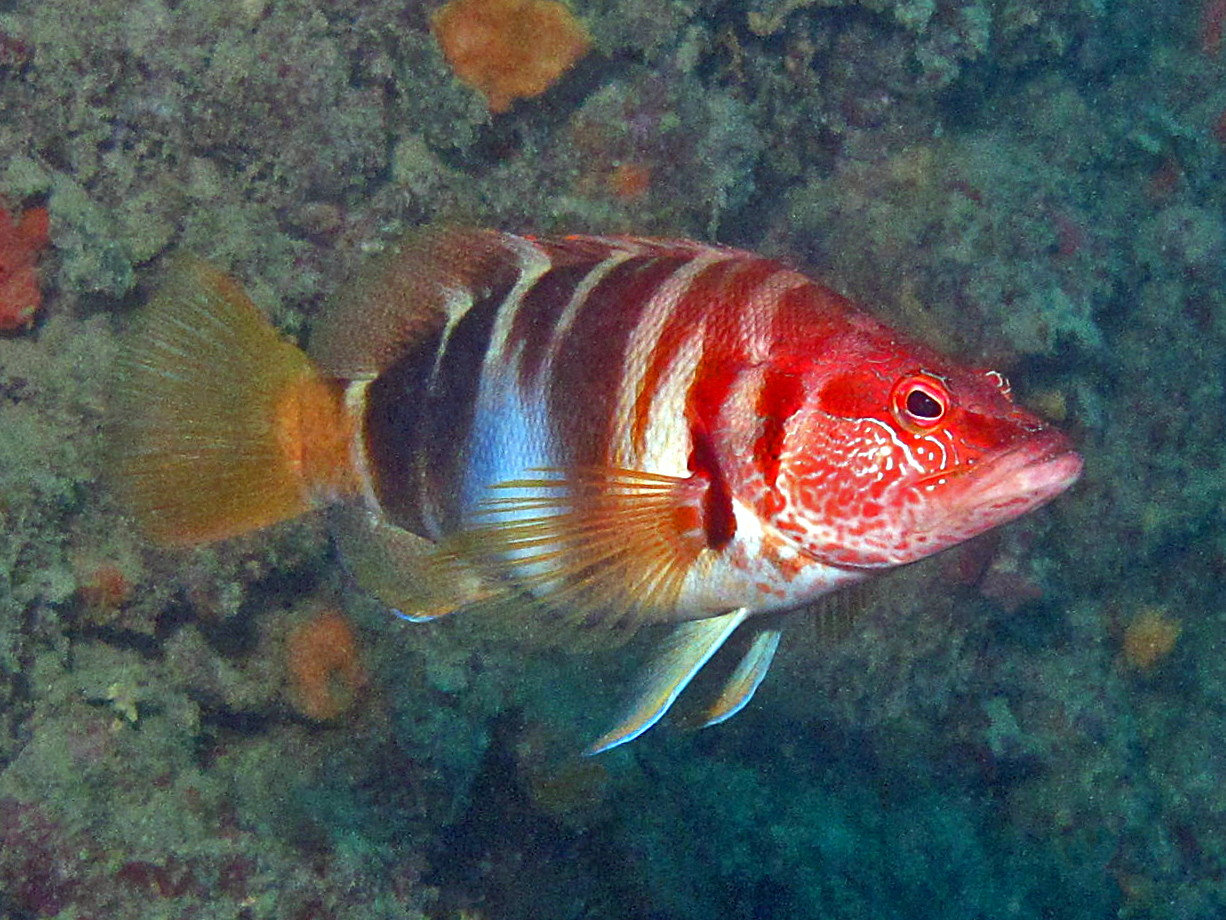
Serranus scriba.
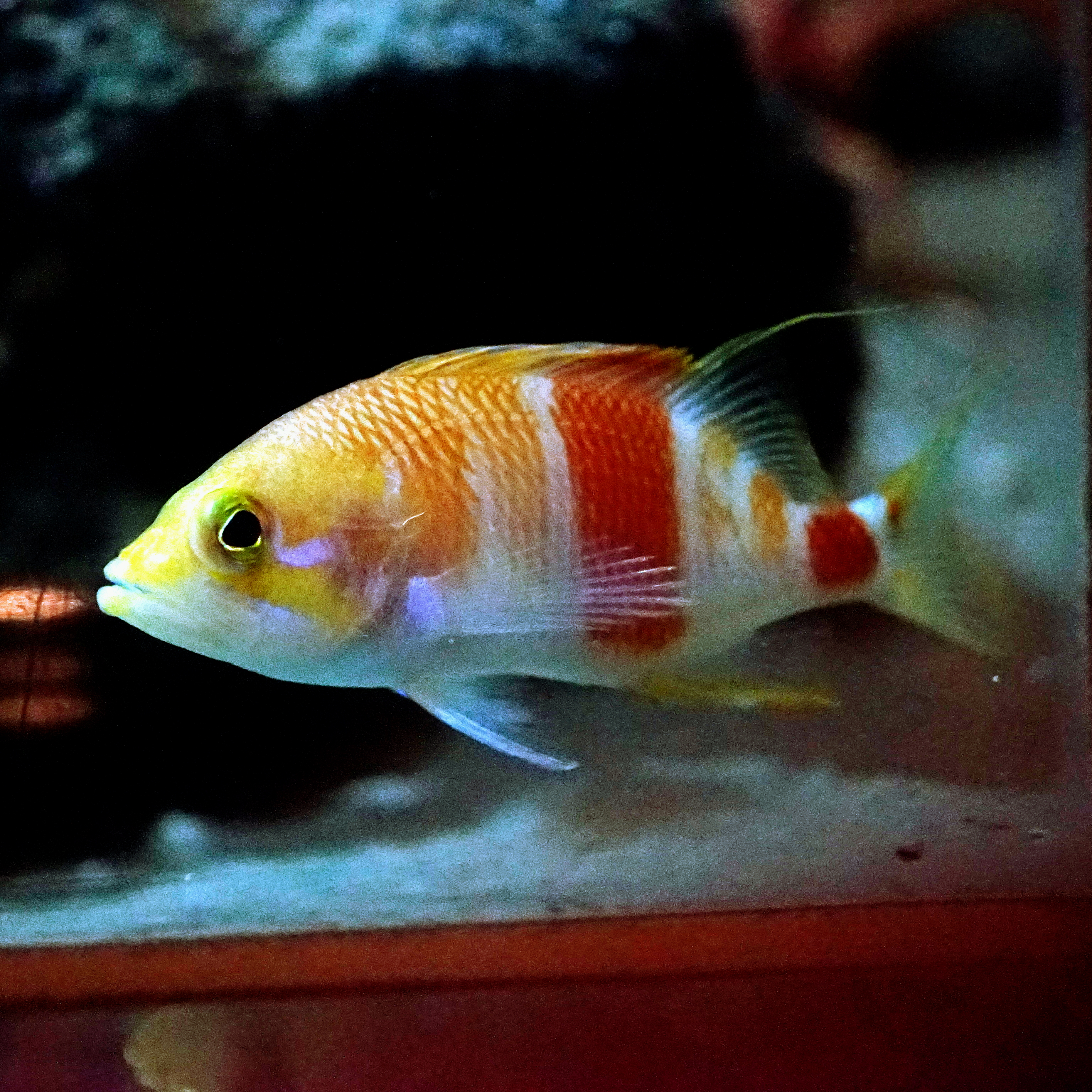
Zalanthias kelloggi.